# Света Анна (Гърмен)
„Света Анна“ е православна църква в село Гърмен, област Благоевград, България.
Част е от Неврокопската епархия на Българската православна църква и е единствената в епархията с това име.

## Местоположение
Църквата е разположена в северния край на малък парк, на около 250-300 m северозападно от площада на селото в местността Сухите ливади.

## История
Първата копка за строителството на храма е направена на 6 юни 1993 година – на празника Петдесетница. Проектът на сградата е на архитекта Васил Петров. Парите за изграждането на храма свършват бързо и след няколко години строителството е прекратено. То е възобновено през 2002 г.
В храма се служи от 24 декември 2003 г. Официално е осветен на 26 юни 2004 г. – на празника Успение на света Анна.

## Архитектура
Църквата има площ 548 m². В архитектурно отношение представлява трикорабна, кръстокуполна сграда, с открит трем с колони и арки от северозапад, запад и югозапад. В западния край на сградата има камбанария.
Във вътрешността иконостасът е четириредов, като повечето икони са пренесени от полуразрушената възрожденска църква „Свети Георги“ от обезлюдената стара част на селото.